# The Cure (Lied)
The Cure (englisch für ‚die Heilung‘) ist ein Lied der US-amerikanischen Popsängerin Lady Gaga. Es wurde am 16. April 2017 unter dem Musiklabel Streamline und auch Interscope veröffentlicht.

## Hintergrund
The Cure schrieb Lady Gaga zusammen mit DJ White Shadow (Paul Blair) vor ihrem Auftritt bei der Halbzeitshow des Super Bowl LI. Das Lied entstand in Los Angeles, wo Lady Gaga und ihr Team an neuer Musik arbeiteten, bevor Lady Gaga mit den Dreharbeiten für den Film A Star Is Born begann. Sechs Monate vor der Veröffentlichung des Songs war ihr fünftes Studioalbum Joanne erschienen, dessen Musik weniger tanzbar war als frühere Stücke bzw. The Cure. Lady Gaga wollte nach eigenen Angaben einen Song für den Sommer erschaffen.

## Auftritte
Beim Coachella Valley Music and Arts Festival 2017 wurde Lady Gaga im März 2017 als Hauptact angekündigt, da die bis dahin vorgesehene Sängerin Beyoncé aufgrund ihrer Schwangerschaft nicht auftreten konnte. Am 16. April 2017 trat Lady Gaga dann dort auf und sang neben früheren Hits auch den Song The Cure zum ersten Mal. Nach dem Auftritt war der Titel als Single bei iTunes verfügbar.
Im Jahr 2017 war The Cure fester Bestandteil der Joanne World Tour und wurde als letztes festes Stück gespielt. Auch bei den American Music Awards im November 2017 sang Lady Gaga The Cure.

## Kommerzieller Erfolg

### Chartplatzierungen
In Deutschland konnte sich The Cure auf Rang 57 platzieren und blieb insgesamt zwölf Wochen in den Charts. Das ist für Lady Gaga bereits der neunzehnte Charterfolg in Deutschland und der längste seit ihrer 2013 veröffentlichten Single Do What U Want. In Österreich ist es ebenfalls ihr neunzehnter Charterfolg, während es in der Schweiz bereits der zwanzigste ist. Dort war der Song aber nicht so erfolgreich wie die Vorgängersingle Million Reasons. In Großbritannien, wo der Song mit über 200.000 verkauften Einheiten mit Silber ausgezeichnet wurde, hielt sich der Song elf Wochen und konnte sich bis auf Rang neunzehn platzieren. In den Vereinigten Staaten landete der Titel auf Platz 39 und verblieb dort vierzehn Wochen.
| ChartsChartplatzierungen       | Höchstplatzierung | Wochen |
| ------------------------------ | ----------------- | ------ |
| Deutschland (GfK)              | 57 (12 Wo.)       | 12     |
| Österreich (Ö3)                | 37 (8 Wo.)        | 8      |
| Schweiz (IFPI)                 | 41 (8 Wo.)        | 8      |
| Vereinigte Staaten (Billboard) | 39 (14 Wo.)       | 14     |
| Vereinigtes Königreich (OCC)   | 19 (11 Wo.)       | 11     |

### Auszeichnungen für Musikverkäufe
| Land/Region                  | Auszeichnungen für Musikverkäufe (Land/Region, Auszeichnung, Verkäufe) | Verkäufe  |
| ---------------------------- | ---------------------------------------------------------------------- | --------- |
| Australien (ARIA)            | 3× Platin                                                              | 210.000   |
| Brasilien (PMB)              | 2× Platin                                                              | 80.000    |
| Italien (FIMI)               | Platin                                                                 | 50.000    |
| Neuseeland (RMNZ)            | Gold                                                                   | 15.000    |
| Vereinigte Staaten (RIAA)    | Platin                                                                 | 1.000.000 |
| Vereinigtes Königreich (BPI) | Gold                                                                   | 431.000   |
| Insgesamt                    | 2× Gold · 7× Platin ·                                                  | 1.786.000 |

Hauptartikel: Lady Gaga/Auszeichnungen für Musikverkäufe